# Arnold Bergsträsser
Arnold Bergsträsser (* 5. Oktober 1841 in Breuberg; † 5. Januar 1897 in Darmstadt) war ein hessischer Verleger und Politiker (NLP) sowie ehemaliger Abgeordneter der 2. Kammer der Landstände des Großherzogtums Hessen.

## Familie
Arnold Bergsträsser war der Sohn des erbach-schönbergischen Rentamtsmanns und hessischen Landtagsabgeordneten Friedrich Bergsträsser (1800–1847) und seiner Frau Anna geborene Camesaca. Arnold Bergsträsser, der evangelischen Glaubens war, heiratete am 8. September 1868 in Darmstadt in erster Ehe Johanna Louise Marie Anna geborene Diehl (1843–1893) und am 9. September 1895 in München in zweiter Ehe Erna geborene Brandlis.

## Ausbildung und Beruf
Arnold Bergsträsser leistete zunächst Militärdienst, wurde am 20. Mai 1859 Leutnant im 1. Großherzoglich hessischen Infanterieregiment Nr. 115 und am 16. Juni 1866 Oberleutnant. Am 16. April 1867 wurde er aus dem Militärdienst verabschiedet.
1865 studierte er Ingenieurwissenschaften an der Eidgenössischen Technischen Hochschule Zürich, wo er 1865 zusammen mit einigen Kommilitonen die Burschenschaft Teutonia  gründete.
Er arbeitete als Buchhändler und Verleger in Darmstadt. 1855 bis 1888 und 1892 bis 1897 war er Mitglied im Börsenverein der Deutschen Buchhändler zu Leipzig und Präsident der Verlagsbuchhändlervereins.

## Politik
In der 26. und 29. Wahlperiode (1887–1896) war Arnold Bergsträsser Abgeordneter der zweiten Kammer der Landstände des Großherzogtums Hessen. In den Landständen vertrat er in der 26. und 27. Wahlperiode den Wahlbezirk Starkenburg 3/Höchst im Odenwald. 1891 schied er aus dem Landtag aus (sein Nachfolger wurde Karl Scherer), rückte aber im gleichen Jahr für den Wahlbezirk der Stadt Darmstadt (als Nachfolger für den verstorbenen Albrecht Ohly) in die Kammer nach. Er war Stadtverordneter in Darmstadt.

## Auszeichnungen
- Träger des großherzoglich hessischen Felddienstzeichens
- 23. Januar 1878 Verleihung des preußischen Kronenordens IV. Klasse[6]
- 20. März 1888 Verleihung des Ritterkreuzes I. Klasse des badischen Ordens vom Zähringer Löwen[7]
- 14. Januar 1894 Verleihung des Ritterkreuzes I. Klasse des hessischen Verdienstordens Philipps des Großmütigen[8]
- 1894 Verleihung der Hochzeitsmedaille anlässlich der ersten Vermählung Großherzog Ernst Ludwigs von Hessen[9]